# Czerwone piaski
Czerwone piaski (oryg. Red Sands) – amerykański horror filmowy w reżyserii Alexa Turnera z roku 2009.

## Fabuła
Afganistan. Podczas patrolu grupa amerykańskich żołnierzy napotyka prastarą statuę, którą następnie niszczą, budząc tym samym starożytne zło.

## Obsada
- Shane West – Jeff
- Leonard Roberts – Marcus
- Aldis Hodge – Trevor
- Theo Rossi – Tino Hull
- Noel Gugliemi – Jorge
- Callum Blue – Gregory